# 太平湖水库 (黑龙江)
太平湖水库，位于中华人民共和国黑龙江省甘南县北部查哈阳农场太平湖管理区与宝山乡之间，是嫩江支流黄蒿沟中游的一座大型水库，始建于1941~1943年满洲国时期。原名黄蒿沟蓄水池，因水库大坝左侧有太平山，故于1958年更名“太平湖水库”。水库是一座以防洪、灌溉为主，兼顾养鱼、旅游等综合利用的多年调节水库。校核洪水位199.6米，相应库容1.53亿立方米，正常蓄水位196.33米，相应库容0.74亿立方米。水库大坝为均质土坝，全长750米，最大坝高16.15米，坝顶高程200.45米，顶宽8米。水库库区东西长约8.5千米，南北宽约2.3千米，最大水面面积32平方千米，最水深10.5米。太平湖水库是东北四大灌区之一的查哈阳灌区重要的灌溉水源，查哈阳农场水稻平均亩产达到760千克，是中国首个绿色食品大米生产基地。 